# Percy Mayfield
Percy Mayfield (Minden, 1920. augusztus 12. – Los Angeles, 1984. augusztus 11.), amerikai rhythm and blues énekes, dalszöveg író. A maradandó ismertséget a „Please Send Me Someone to Love” és a Hit the Road Jack című Ray Charles dalok szerzőségével szerzett.

## Pályafutása
Fiatalkorában látható tehetsége volt a költészethez, ami a dalíráshoz és az énekléshez vezetett. Előadói karrierje Texasban kezdődött, majd 1942-ben Los Angelesbe költözött. Sikertelen volt egészen 1947-ig, amikor egy kis lemezkiadó, a Swing Time Records kiadta a "Two Years of Torture" című dalát, a lemez a következő néhány évben folyamatosan fogyott.
1950-ben Mayfield a Specialty Recordsnál írt alá.
Mayfield énekstílusára Charles Brown erősen hatott, de sok nyugati parti bluestól eltérően Mayfield nem a fehér piacra koncentrált. többnyire saját maga írta dalait. Leghíresebb dala, a "Please Send Me Someone to Love", a legsikeresebb R&B lemez volt 1950-ben végén, amelyet aztán és sok más énekes is felvett repertoárjára.
A Hit the Road Jackre Ray Charles 1961-ben figyelt fel. Később aztán Mayfield legalább 15 dalát rögzítették.
Halála után három évvel, 1987-ben beiktatták a Blues Hall of Fame-be.

## Albumok
- 1966: My Jug and I
- 1969: Walking on a Tightrope
- 1970: Weakness Is a Thing Called Man
- 1970: Percy Mayfield Sings Percy Mayfield
- 1971: Blues... and Then Some
- 1971: Bought Blues
- 1983: Hit the Road Again (with the Phillip Walker Blues Band)

## Kislemezek
- 1950: Please Send Me Someone to Love
- 1950: Strange Things Happening
- 1951: Lost Love
- 1951: What a Fool I Was
- 1951: Prayin' for Your Return
- 1952: Cry Baby
- 1952: The Big Question
- 1963: River's Invitation
- 1970: To Live the Past
- 1974: I Don't Want to Be the President

## Filmek
- IMDb